# 沙特勒斯山脉

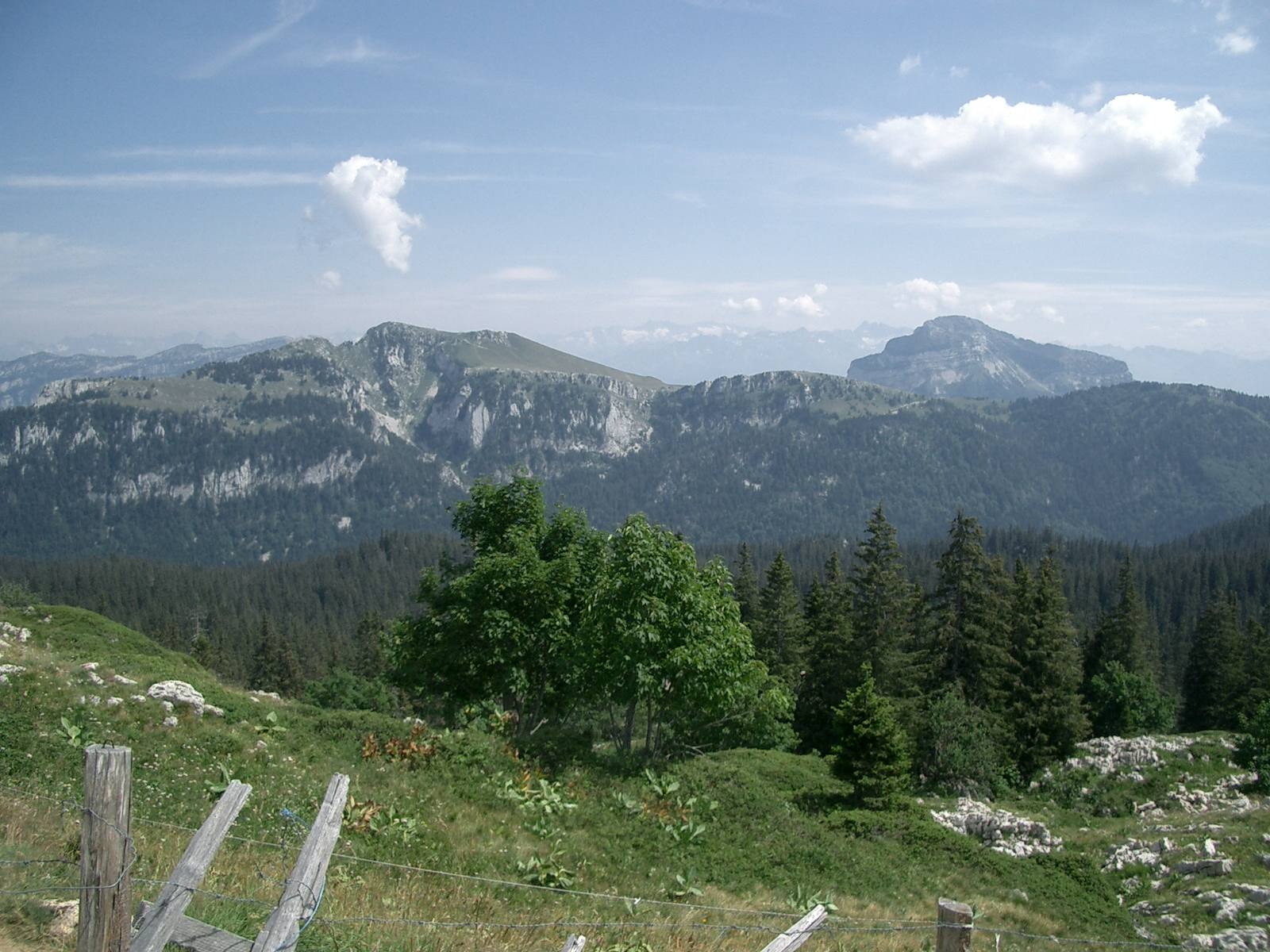

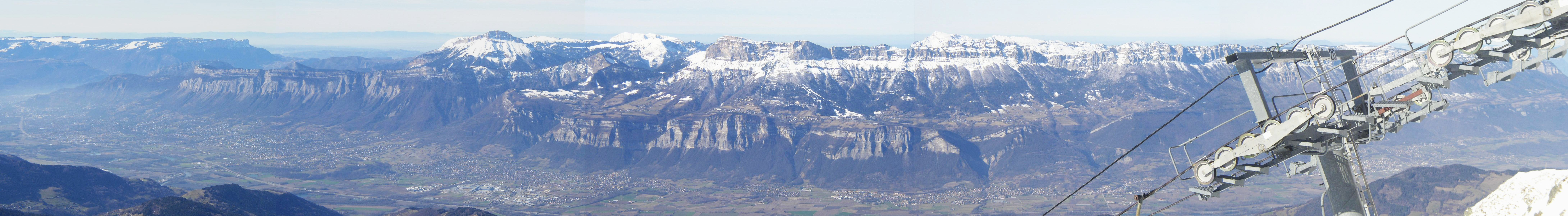

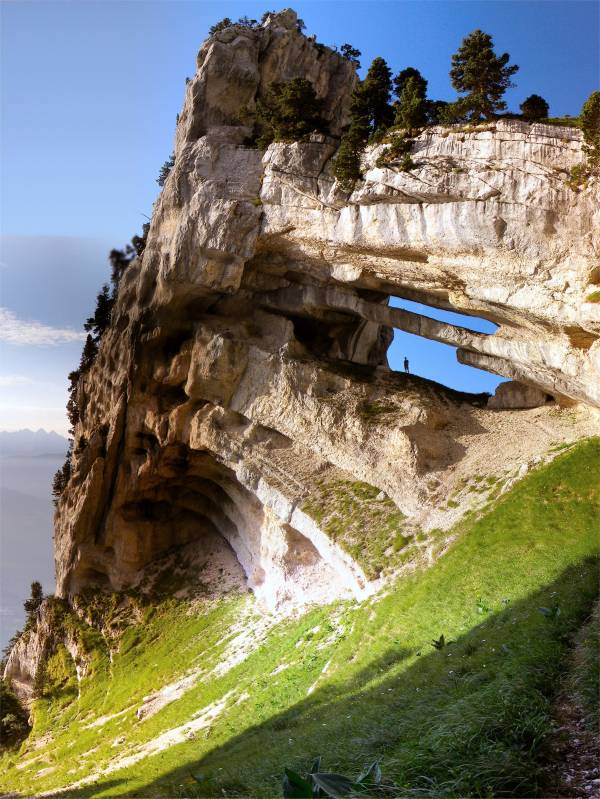

沙特勒斯山脉（法語：massif de la Chartreuse，法語發音：[masif də la ʃaʁtʁøz]）是法國的山脈，位於該國東南部奥弗涅-罗讷-阿尔卑斯大区，是法國前阿爾卑斯山脈的一部分，最高點海拔高度2,082米，山體由沉積岩組成。

## 外部連結
- Chartreuse: A Walking Guide （页面存档备份，存于）
- A Wiki-Walks guide to some less well known hiking routes in the Chartreuse （页面存档备份，存于）

45°21′N 5°50′E / 45.350°N 5.833°E